# Reinsburg (Stuttgart)
Die Reinsburg ist eine nicht mit Sicherheit nachgewiesene, abgegangene mittelalterliche Burganlage, die sich auf der Karlshöhe (bis 1889 Reinsburghügel), einem Berg in der baden-württembergischen Landeshauptstadt Stuttgart, befand. Von der Befestigungsanlage haben sich keine Überreste erhalten.

## Geschichte
Es gibt keine mittelalterlichen Urkunden, die sich direkt auf eine Burg auf dem Reinsburghügel beziehen. Einige Historiker bezweifeln deshalb, dass es eine Reinsburg gegeben hat. Allerdings ist der Flurname Reinsburg sehr alt: Erstmals erwähnt wurde der Flurname 1286 in einer Urkunde als Rainburg. Später erscheint der Name als Hintere und Vordere Reynspurg (1350). Im Mittelalter erhielten unbewohnte Fluren niemals einen Namen mit dem Suffix -burg. 
Für eine Burganlage spricht neben dem alten Flurnamen auch das Gelände: Der Reinsburghügel gleicht einem stumpfen Kegel und weist nach allen Seiten steile Hänge auf, die ein natürliches Hindernis bildeten. Die Bergspitze ermöglichte eine gute Sicht in alle Richtungen. Der Reinsburg könnte somit die Aufgabe zugefallen sein, die Wege im Südwesten des Stuttgarter Talkessels zu überwachen, insbesondere die Hasenbergsteige, die ein alter Fernhandelsweg Richtung Schwarzwald war.
Ein weiteres Argument für eine Burganlage ist die Tatsache, dass auf dem höchsten Punkt des Hügels ein Steinbruch existierte, dessen Überreste als Senke auch heute noch sichtbar sind. Nach Karl Pfaff lieferte der Steinbuch auf dem Reinsburghügel im 14. Jahrhundert hochwertige Quader für die Stuttgarter Stiftskirche und sogar für den Bau des Ulmer Münsters. Burgen wurden meist auf felsigem Untergrund errichtet und das Baumaterial wurde stets in der Umgebung gewonnen. Somit konnten sich die Burgherren den zeitaufwändigen und teuren Transport von Bausteinen ersparen. Mit der Aufgabe der Burg dürfte diese ebenfalls als Steinbruch genutzt und abgetragen worden sein. Dies erklärt das Fehlen von Mauerresten und Gräben auf dem Hügel. Ein Adelsgeschlecht kann der Reinsburg nicht eindeutig zugeordnet werden. Bemerkenswert ist jedoch das Geschlecht Raine, welches mit Konrad an dem Raine einen der ersten Stadtschultheißen Stuttgarts stellte. Nach Hansmartin Decker-Hauff waren die Rain oder Raine Abkömmlinge einer Ministerialenfamilie des Hauses Baden. Ob diese Herren Raine etwas mit der Reinsburg zu tun hatten, muss offen bleiben. Wie die meisten Stuttgarter Befestigungen dürfte auch die Reinsburg durch König Rudolf von Habsburg im Jahre 1287 zerstört worden sein.

## Sage
Nach einer alten Sage soll ein Mönch im 15. Jahrhundert den Burgkeller der längst abgegangenen Reinsburg aufgespürt haben. Der Mönch meldete seinen Fund dem Abt des Klosters Lorch, Georg Kerler. Dieser soll sodann die Obrigkeit der Stadt Stuttgart um Erlaubnis gebeten haben, auf dem Reinsburghügel graben zu dürfen. Der Magistrat soll es dem Abt gegen eine Gebühr 20 Pfund Heller erlaubt haben. Im Gegenzug sollten die Mönche alles, was sie finden sollten, behalten dürfen. Die Mönche sollen daraufhin den Keller freigelegt und im Gewölbe noch viele mit gutem Wein gefüllte Fässer gefunden haben. Als das die Ratsherren hörten, wollten sie von ihrem Vertrag nichts mehr wissen und den Wein gerne für sich behalten. Man einigte sich schließlich darauf, dass der Rat den Wein und die Mönche die Fässer behalten sollten. Der Abt ließ die Fässer daraufhin nach Lorch bringen.